# Galileo (sonda)

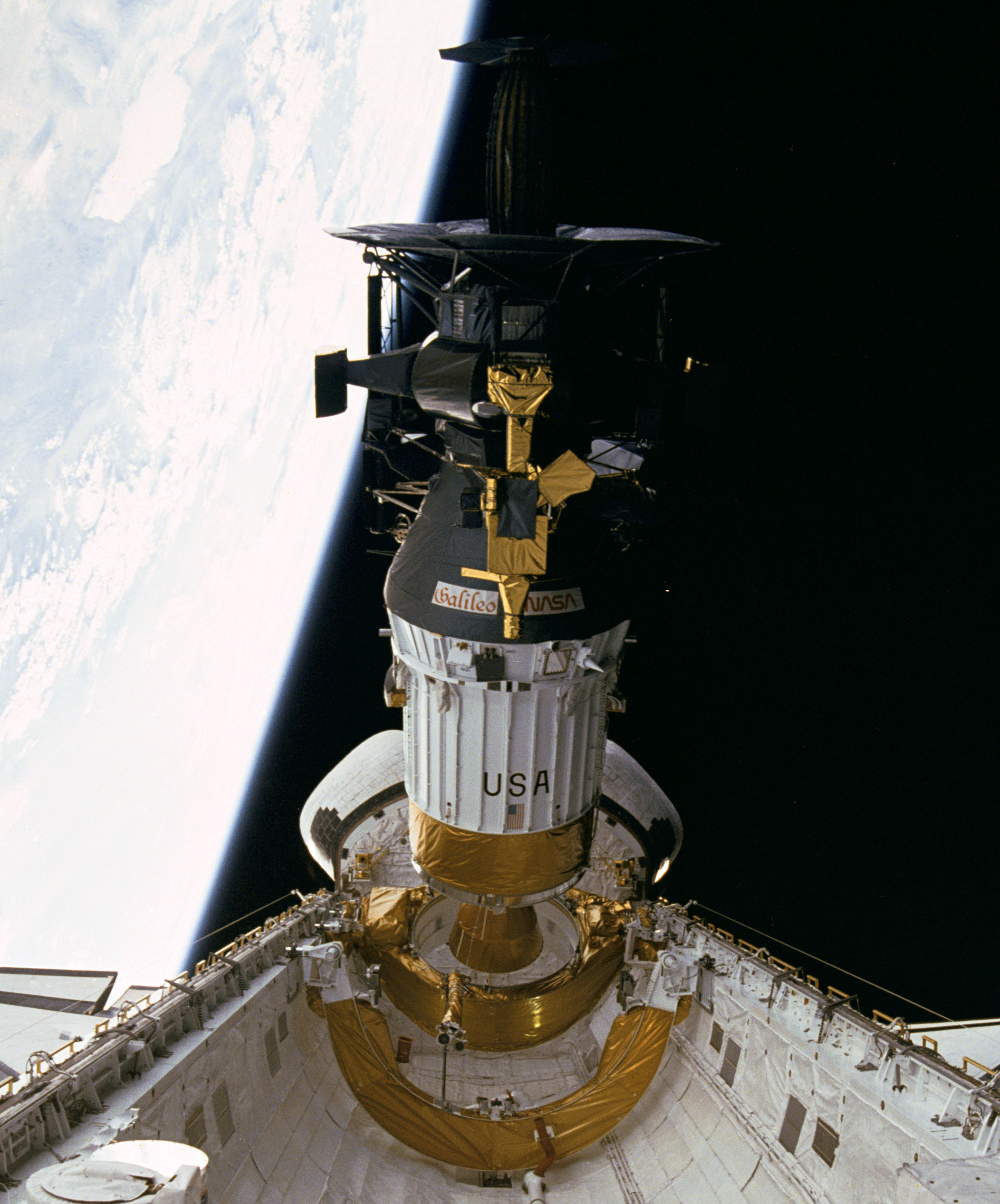
La sonda és extreta del Transbordador espacial Atlantis en la missió STS-34

La Galileo fou una sonda espacial de l'agència espacial estatunidenca, NASA, amb l'objectiu d'estudiar el planeta Júpiter i el seu sistema de satèl·lits.

## Descripció
El vehicle estava format per una sonda orbital, destinada a estudiar el planeta i realitzar sobrevols dels satèl·lits, i per una sonda atmosfèrica, destinada a penetrar en l'atmosfera de Júpiter.
La Galileo fou llançada el 18 d'octubre de 1989 i arribà a Júpiter el desembre de 1995. La sonda atmosfèrica va penetrar en l'atmosfera del planeta gegant el 7 de desembre de 1995 submergint-se uns 200 km en l'interior de l'atmosfera fins a ser destruïda per les altes pressions i temperatures, però transmetent importants dades de composició química i activitat meteorològica de Júpiter. La sonda orbital va romandre operativa recopilant dades científiques de l'atmosfera de Júpiter, del seu camp magnètic, del sistema d'anells i dels principals satèl·lits com Io i Europa, fins a la fi de la missió el 21 de setembre de 2003. Entre els principals descobriments científics de la missió es troben els resultats sobre l'oceà subsuperficial d'Europa.